# Lantenay, Ain
Lantenay är en kommun i departementet Ain i regionen Auvergne-Rhône-Alpes i östra Frankrike. Kommunen ligger  i kantonen Brénod som ligger i arrondissementet Nantua. Kommunens areal är 6,59 km². År 2022 hade Lantenay 265 invånare.

## Befolkningsutveckling
Antalet invånare i kommunen Lantenay
Referens: INSEE

## Galleri

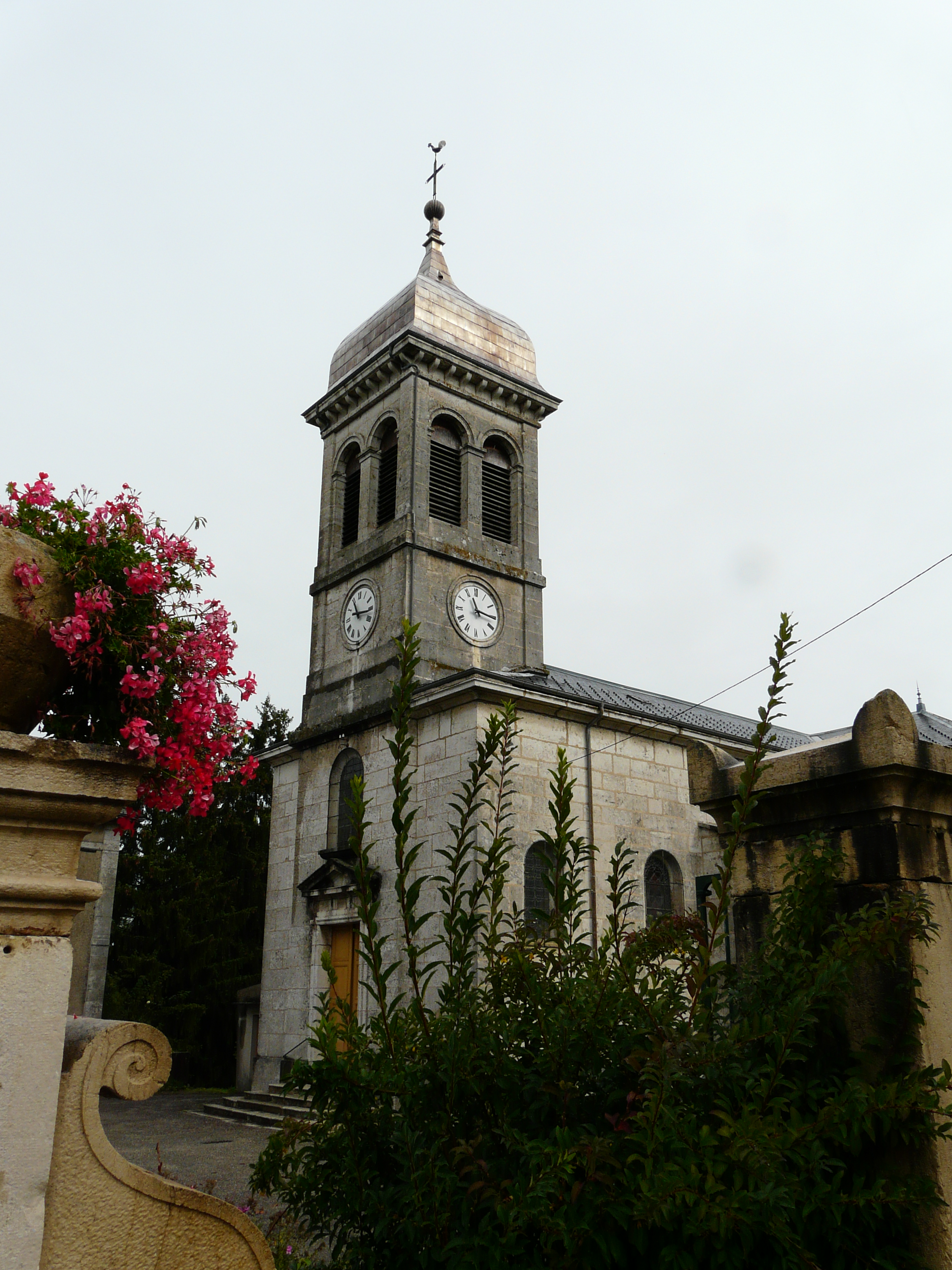
Bykyrkan
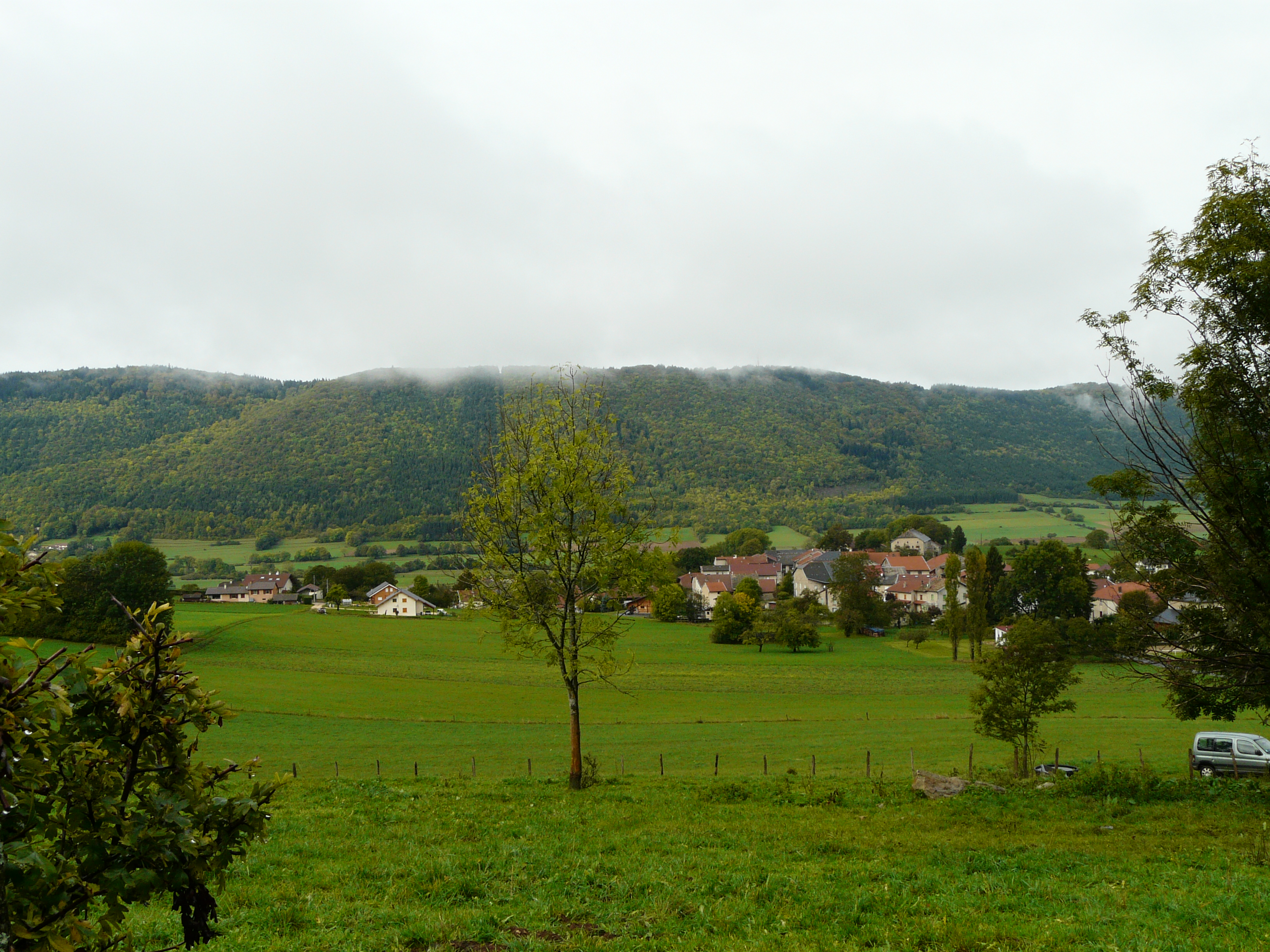
Vy över byn